# Novak’s Kapelle
Novak’s Kapelle war eine österreichische Rockband, die 1967 von Erwin Novak gegründet wurde. Die Band wurde vor allem durch ihre wilden Live-Auftritte bekannt.

## Geschichte
Novak’s Kapelle wurde 1967 von Erwin Novak, Walla Mauritz, Peter Travnicek und Helge Thor gegründet. In den Jahren 1968 und 1969 brachte die Band jeweils eine Single heraus. 1970 wurde Gitarrist Helge Thor von Paul Braunsteiner an der Gitarre ersetzt und 1971 sollte das Debütalbum erscheinen, welches offiziell dann 2023 auf Exil Records unter dem Namen "greatest hits" veröffentlicht wurde. Im selben Jahr trat die Band als Headliner auf dem steirischen Musikfestival Popendorf 71 auf, wurde aufgrund ihres provokanten Verhaltens von den Fans ausgebuht und musste das Gelände fluchtartig verlassen.
Danach wurde es still um die Band, bis sie sich 1977 mit einer Live-EP zurückmeldete, der 1978 die LP Naked folgte. Die Hoffnung, im Sog des Punk erfolgreich sein zu können, zerschlug sich allerdings sehr bald und noch 1978 fand das wahrscheinlich letzte Konzert der Band im SO36 in Berlin statt.
1979 veröffentlichte man noch die EP Brennmaterial für die 80er Jahre und kurz darauf löste sich die Band offiziell auf.

## Diskografie
| Jahr | Titel                            | Anmerkungen                         |
| ---- | -------------------------------- | ----------------------------------- |
| 1968 | Hypodermic Needle                | c/w Doing That Rhythm Thing         |
| 1969 | Not Enough Poison                | c/w Smile Please                    |
| 1971 | Novak’s Kapelle                  | Promo, nicht veröffentlicht         |
| 1977 | Novakskapellelive                | Live-EP                             |
| 1978 | Naked                            | -                                   |
| 1979 | Brennmaterial für die 80er Jahre | 4-Track-EP                          |
| 2017 | Fartwind                         | Doppel-CD mit bisherigen Werken     |
| 2023 | Greatest Hits                    | erstveröffentlichung des 71er debüt |